# Олексій Мюрісепп
Олексій Олександрович Мюрісепп (17 липня 1902, село Вялта Езельського повіту Ліфляндської губернії, тепер волості Оріссааре повіту Сааремаа, Естонія — 7 жовтня 1970, місто Тарту, тепер Естонія) — естонський радянський партійний і державний діяч, голова Ради міністрів Естонської РСР (1951–1961), голова Президії Верховної ради Естонської РСР (1961–1970). Кандидат у члени ЦК КПРС (1952—1966), член Центральної ревізійної комісії КПРС (1966—1970). Депутат Верховної Ради СРСР 4—8 скликань.

## Життєпис
Народився в родині моряка торгового флоту. У 1908 році разом із родиною переїхав до Сибіру, де батько працював моряком Єнісейського пароплавства.
У 1918—1924 роках Олексій Мюрісепп працював підручним слюсаря, матросом, кочегаром Єнісейського річкового пароплавства, електриком, електромонтером судноремонтного заводу.
З травня 1924 по грудень 1925 року служив у Червоній армії.
У грудні 1925 — липні 1928 року — працівник політичної освіти Красноярського окружного Будинку селянина, голова групового комітету Красноярської міської профспілки працівників народного харчування.
Член ВКП(б) з 1926 року.
У липні 1928 — грудні 1931 року — контролер-інспектор ощадної каси № 131 міста Томська.
У грудні 1931 — квітні 1937 року — студент Томського електромеханічного інституту інженерів залізничного транспорту.
У квітні 1937 — грудні 1942 року — енергодиспетчер ділянки енергопостачання станції П'ятигорськ, начальник електротягової підстанції ділянки енергопостачання, заступник начальника ділянки енергопостачання Орджонікідзевської залізниці.
У грудні 1942 — листопаді 1943 року — начальник електросилового господарства 2-го паровозного відділення станції Красноярськ.
У листопаді 1943 — вересні 1944 року — виконроб відновлення тягових підстанцій станції П'ятигорськ, заступник начальника відділу електрифікації управління Орджонікідзевської залізниці.
У вересні 1944 — квітні 1945 року — начальник відділу електрифікації управління Естонської залізниці.
У квітні — грудні 1945 року — заступник завідувача транспортного відділу ЦК КП(б) Естонії.
У грудні 1945 — листопаді 1947 року — заступник секретаря ЦК КП(б) Естонії з палива та енергетики — завідувач паливно-енергетичного відділу ЦК КП(б) Естонії.
У грудні 1947 — жовтні 1948 року — заступник секретаря ЦК КП(б) Естонії з промисловості і транспорту — завідувач промислово-транспортного відділу ЦК КП(б) Естонії.
1948 року закінчив курси перепідготовки при ЦК ВКП(б).
З 1 листопада 1948 року — завідувач відділу легкої промисловості ЦК КП(б) Естонії.
26 грудня 1948 — 28 жовтня 1949 року — секретар ЦК КП(б) Естонії.
6 жовтня 1949 — 29 березня 1951 року — заступник голови Ради міністрів Естонської РСР.
Одночасно в 1950—1962 роках — міністр закордонних справ Естонської РСР.
29 березня 1951 — 12 жовтня 1961 року — голова Ради міністрів Естонської РСР.
12 жовтня 1961 — 7 жовтня 1970 року — голова Президії Верховної ради Естонської РСР.
Помер 7 жовтня 1970 року в місті Тарту, перебуваючи в службовому відрядженні. Похований в місті Таллінні на Лісовому цвинтарі.

## Нагороди
- чотири ордени Леніна
- орден Трудового Червоного Прапора
- орден Червоної Зірки
- медаль «За оборону Кавказу»
- медаль «За доблесну працю у Великій Вітчизняній війні 1941—1945 рр.»
- медаль «За трудову доблесть» (25.12.1959)
- медалі